# Armeens
Het Armeens (Հայերեն, hayerēn) is een zelfstandige tak van de Indo-Europese taalfamilie. Het Armeens is de ambtstaal van de republiek Armenië en was dit tot in 2023 ook in Nagorno-Karabach. Daarnaast wordt de taal gesproken door zo'n 6 miljoen mensen in de Armeense diaspora.
Er zijn drie vormen van het Armeens.
- Oudarmeens
- Nieuwarmeens
  - Oost-Armeens
  - West-Armeens

## Verspreiding
Het Armeens heeft ongeveer 9 miljoen sprekers. Daarvan wonen er iets meer dan 3 miljoen in Armenië. Daarnaast zijn er Armeense minderheden in o.a. Rusland (2.900.000), de Verenigde Staten (1.500.000), Syrië (320.000), Georgië (248.900), Iran (170.800), Libanon (150.000), Oekraïne (100.000), Frankrijk (70.000), Duitsland (60.000), Turkije (60.000), Irak (60.000), Canada (35.700), Jordanië (8.000), Israël (3.000) en Cyprus (2.740).
Tot 2023 werd het ook door ongeveer 120.000 mensen gesproken in Nagorno-Karabach. Als gevolg van de Azerbeidzjaanse aanval op en inname van het gebied zijn deze vrijwel allemaal het gebied uit gevlucht. Voor de Armeense genocide werd er Armeens gesproken door zo'n 5 procent van de bevolking in het Ottomaanse Rijk.

## Verwantschap
Het Armeens vormt een zelfstandige tak binnen de Indo-Europese talen. Binnen de taalfamilie maakt het Armeens wellicht deel uit van de satemtalen, maar die indeling is omstreden.
| Nederlands | Armeens         | Sanskriet    | Avestisch       | Litouws | Oudkerkslavisch   | Grieks           | Latijn | Oudiers  | Gotisch         | P.I.E.           |
| ---------- | --------------- | ------------ | --------------- | ------- | ----------------- | ---------------- | ------ | -------- | --------------- | ---------------- |
| acht       | ութ (utʿ)       | अष्ट (aṣṭá)   | 𐬀𐬱𐬙𐬀 (ašta)     | aštuoni | осмь (osmĭ)       | ὀκτώ (októ)      | octo   | ocht     | 𐌰𐌷𐍄𐌰𐌿 (ahtau)   | *oḱtṓw           |
| broer      | եղբայր (ełbayr) | भ्रातृ (bhrā́tṛ) | 𐬠𐬭𐬁𐬙𐬀𐬭 (brātar) | brolis  | братръ (bratrŭ)   | φράτηρ (phráter) | frater | bráthair | 𐌱𐍂𐍉𐌸𐌰𐍂 (brōþar) | *bʰréh₂tēr       |
| deur       | ութ (duṙʿ)      | द्वार् (dvā́r)   | 𐬛𐬬𐬀𐬭𐬆𐬨 (dvarəm) | durys   | дворъ (dvorŭ)     | θύρα (thýra)     | foris  | doras    | 𐌳𐌰𐌿𐍂 (daur)     | *dʰwṓr / *dʰwer- |
| hart       | սիրտ (sirt)     | हृदय (hṛdaya) | 𐬰𐬆𐬭𐬆𐬛 (zərəd)   | širdis  | срьдьце (srĭdĭce) | καρδία (kardía)  | cor    | croí     | 𐌷𐌰𐌹𐍂𐍄𐍉 (hairtō) | *ḱḗr / *ḱr̥d-     |
| hond       | շուն (šun)      | श्वन् (śvā́)    | 𐬯𐬞𐬁 (spā)       | šuo     | сѫка (sǫka)       | κύων (kýon)      | canis  | cú       | 𐌷𐌿𐌽𐌳𐍃 (hunds)   | *ḱwṓn            |
| nieuw      | նոր (nor)       | नव (nava)    | 𐬥𐬀𐬎𐬎𐬀 (nauua)   | naujas  | новъ (novŭ)       | νέος (néos)      | novus  | núa      | 𐌽𐌹𐌿𐌾𐌹𐍃 (niujis) | *néwos / *néwyos |

## Spraakkunst
Het Armeens heeft zeven naamvallen (nominatief, accusatief, locatief, genitief, datief, ablatief en instrumentalis), maar geen woordgeslacht. De meeste oude synthetische werkwoordsvormen zijn vervangen door analytische constructies met een hulpwerkwoord. De gebruikelijke woordvolgorde is SVO. Het gebruik van de aanvoegende wijs is beperkt tot de tegenwoordige en verleden tijd. Het onbepaald lidwoord staat in het Oost-Armeens voor het zelfstandig naamwoord, in het West-Armeens erachter. Het bepaald lidwoord is in beide varianten een achtervoegsel.

## Schrift
Het Armeens heeft een eigen alfabet, dat in de 5e eeuw werd ontworpen door de monnik Mesrop Masjtots.
| Hoofdletter   | Ա | Բ | Գ | Դ | Ե | Զ | Է | Ը | Թ  | Ժ | Ի | Լ | Խ | Ծ | Կ | Հ | Ձ | Ղ | Ճ | Մ | Յ | Ն | Շ | Ո | Չ | Պ | Ջ | Ռ | Ս | Վ | Տ | Ր | Ց  | Ւ | Փ  | Ք  | Օ | Ֆ | Ու | Եվ |
| Kleine letter | ա | բ | գ | դ | ե | զ | է | ը | թ  | ժ | ի | լ | խ | ծ | կ | հ | ձ | ղ | ճ | մ | յ | ն | շ | ո | չ | պ | ջ | ռ | ս | վ | տ | ր | ց  | ւ | փ  | ք  | օ | ֆ | ու | և  |
| Romanisatie   | a | b | g | d | e | z | ē | ë | tʻ | ž | i | l | x | ç | k | h | j | ġ | č̣ | m | y | n | š | o | č | p | ǰ | ṙ | s | v | t | r | cʻ | w | pʻ | kʻ | ò | f | ow | ew |

## Klankleer
|             |             | labiaal | alveolaar | palataal | velaar | uvulaar | glottaal |
| ----------- | ----------- | ------- | --------- | -------- | ------ | ------- | -------- |
| nasaal      | nasaal      | m       | n         |          | ŋ      |         |          |
| plosief     | stemhebbend | b       | d         |          | ɡ      |         |          |
| plosief     | stemloos    | p       | t         |          | k      |         |          |
| plosief     | geaspireerd | pʰ      | tʰ        |          | kʰ     |         |          |
| affricaat   | stemhebbend |         | d͡z        | d͡ʒ       |        |         |          |
| affricaat   | stemloos    |         | t͡s        | t͡ʃ       |        |         |          |
| affricaat   | geaspireerd |         | t͡sʰ       | t͡ʃʰ      |        |         |          |
| fricatief   | stemloos    | f       | s         | ʃ        | x ~ χ  | x ~ χ   | h        |
| fricatief   | stemhebbend | v       | z         | ʒ        | ɣ ~ ʁ  | ɣ ~ ʁ   |          |
| vibrant     | vibrant     |         | r         |          |        |         |          |
| tap         | tap         |         | ɾ         |          |        |         |          |
| approximant | approximant | ʋ       | l         | j        |        |         |          |

|          | voor | midden | achter |
| -------- | ---- | ------ | ------ |
| gesloten | i    |        | u      |
| midden   | ɛ    | ə      | ɔ      |
| open     |      |        | ɑ      |

## Tekstvoorbeeld
De onderstaande tekst is een uittreksel uit de Universele Verklaring van de Rechten van de Mens in het Armeens.
| Nederlands | Armeens | Romanisatie |
| --- | --- | --- |
| Alle mensen worden vrij en gelijk in waardigheid en rechten geboren. Zij zijn begiftigd met verstand en geweten, en behoren zich jegens elkander in een geest van broederschap te gedragen. | Բոլոր մարդիկ ծնվում են ազատ ու հավասար իրենց արժանապատվությամբ ու իրավունքներով։ Նրանք ունեն բանականություն ու խիղճ — միմյանց պետք է եղբայրաբար վերաբերվեն: | Bolor mardik cnvoum ʸen azat ou havasar irenc̣ aržanapatvouṭyamb ou iravounḳnerov. Nranḳ ounen banakanouṭyoun ou xiłč — mimyanc̣ petḳ ě ʸełbayrabar veraberven. |

Oudarmeens · Oost-Armeens · West-Armeens